# Maître de 1477

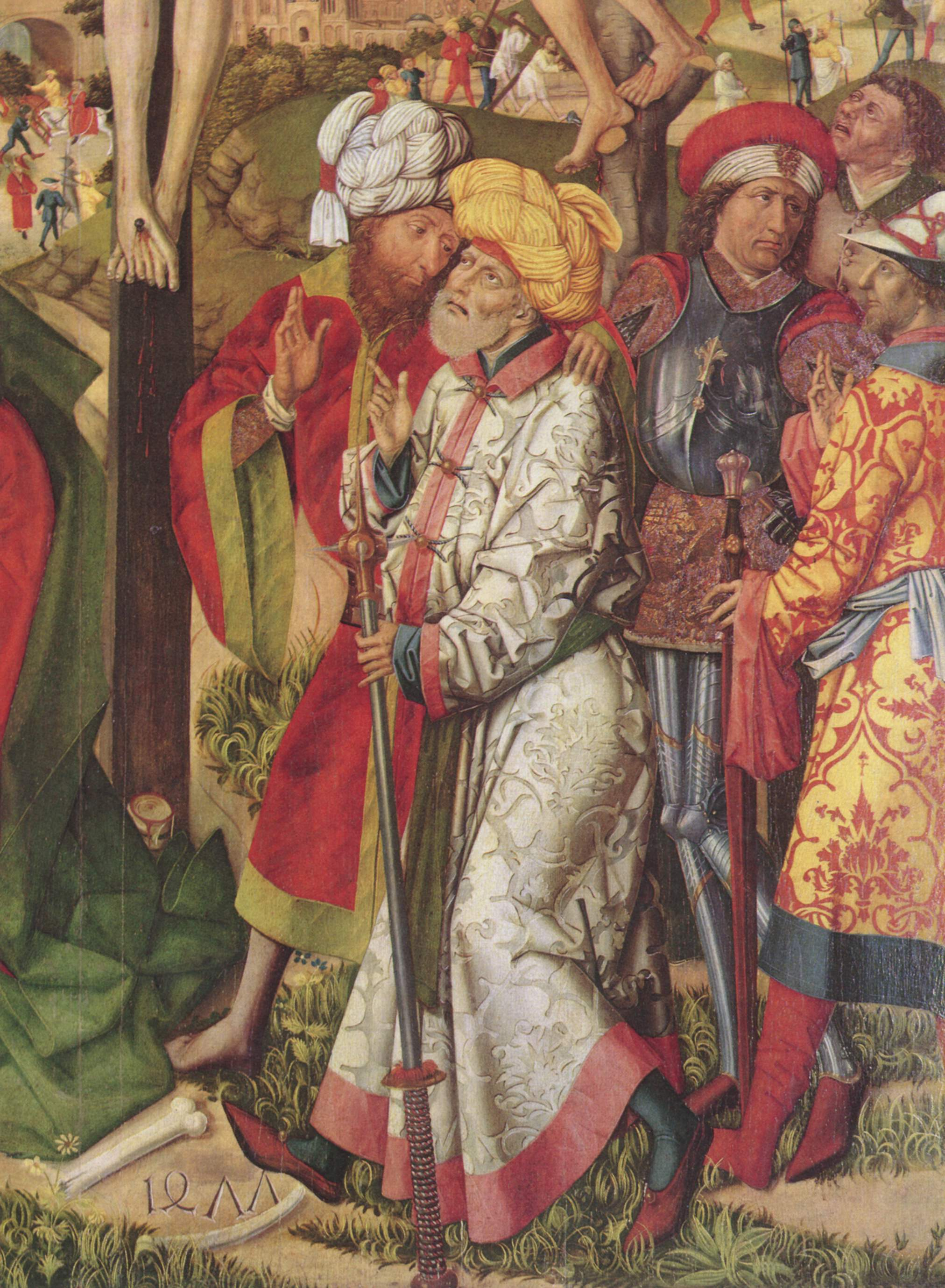
Maître de 1477 : Golgotha, (détail).

Le Maître de 1477 est un peintre anonyme de style gothique, actif dans la seconde moitié du XVe siècle à Augsbourg.
Il tient son nom de convention de la date inscrite sur l'une de ses œuvres. Avec Thoman Burgkmair (1444–1523), il est considéré comme un artiste influent du gothique tardif d'Augsbourg.

## Œuvres choisies
- Crucifixion, Collections municipales, Augsbourg.
- 37 dessins à la plume, Bibliothèque universitaire de Wurzbourg.